# Sino-German Ecopark
Der Sino-German Ecopark (Chinesisch 中德生态园，Pinyin: Zhōng dé shēngtài yuán), auch als Deutsch-Chinesischer Ökopark bezeichnet, ist ein politisch flankierter, ökologischer Gewerbepark in der Stadt Qingdao an der Ostküste der Provinz Shandong in der Volksrepublik China.

## Zielsetzung
Der Sino-German Ecopark soll als Demonstrationszone mit weltweiter Modellfunktion dienen. Er soll als Ansiedlungsmagnet für internationale Unternehmen der High-End-Industrie wirken und internationale Zusammenarbeit für ökologische und nachhaltige Entwicklung fördern. Die Schwerpunkte des Projektes sind die Integration umweltbewusster Technologien und Standards in den Bereichen der Umwelt- und Energietechnik, Automobil- und Zulieferindustrie, Automatisierung, Bio- und Pharmaindustrie sowie verbesserte Standards im Bereich der Dienstleistungen.
Es stehen 11,6 km² für dieses Gewerbegebiet zur Verfügung und es wird mit Straßen von etwa 60 km Gesamtlänge erschlossen.

## Projekte im Bau
Derzeit entstehen folgende Projekte:

### Deutsches Unternehmenszentrum

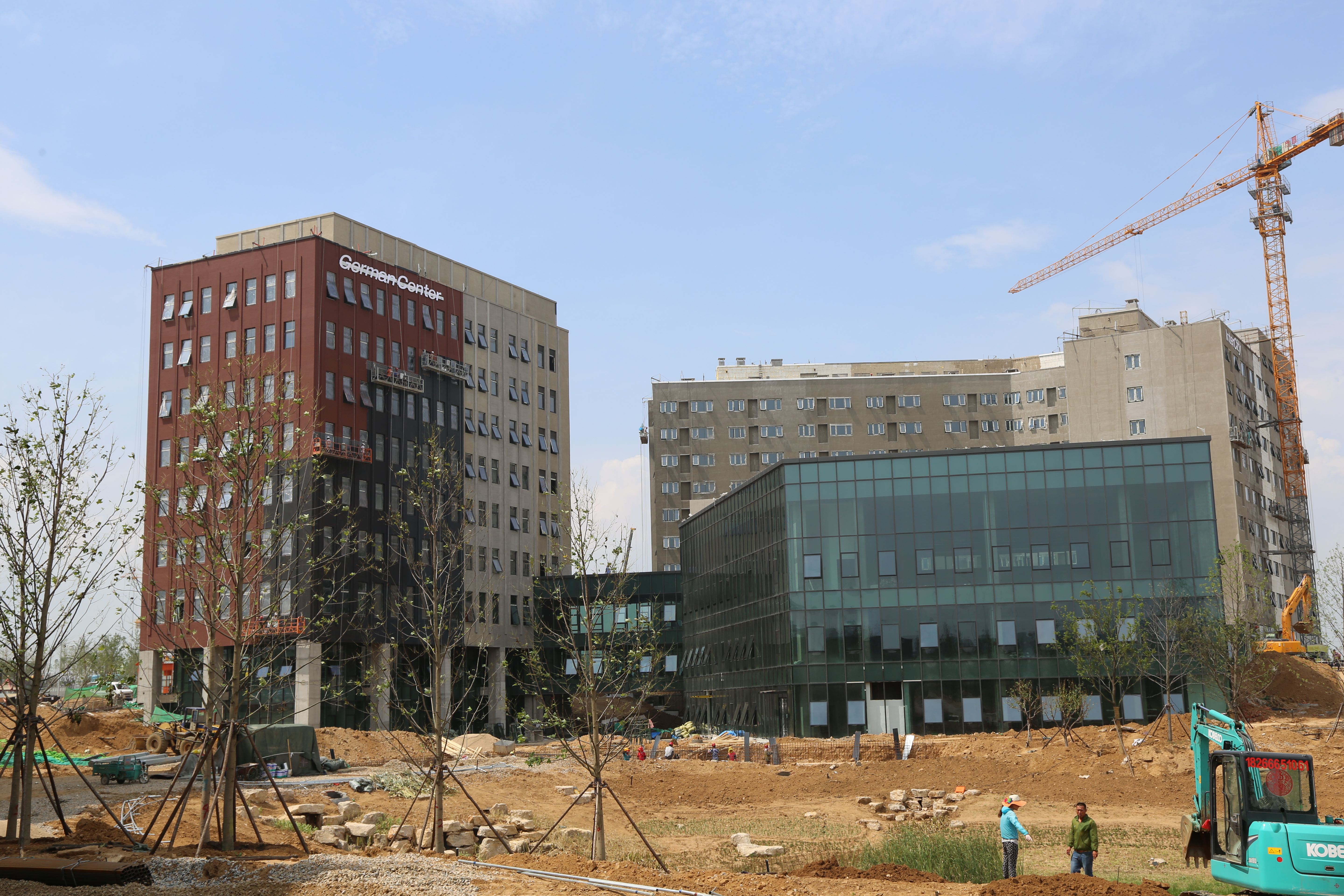
Baustelle des Deutschen Unternehmenszentrums im Sino-German Ecopark (2015)

Das Deutsche Unternehmenszentrum ist ein Service-Center für deutsche Unternehmen. Dieses Zentrum ist das größte von der DGNB zertifizierte Projekt in Asien, und das erste Mischnutzungsprojekt, das in China mit dem DGNB-Zertifikat in Platin ausgezeichnet wurde.

### Passivhaus-Demonstrationsprojekt
In Kooperation mit den Architektenbüros Rongen, Tribus und Vallentin sowie dem Passivhaus Institut wird im Ökopark ein Passivhaus gebaut, das als Demonstrationsprojekt für Passivhaustechnologie dienen soll.

### Fraunhof-Zukunftsstadt
Das Projekt entsteht in Kooperation mit der Fraunhofer-Gesellschaft zur Förderung der angewandten Forschung e. V. und soll nach Fertigstellung Büro-, Unternehmens- und Wohnräumlichkeiten im SoHo-Stil beherbergen.

### Innovations- und Existenzgründungsprojekt
Das Projekt soll jungen chinesischen und deutschen Akademikern maßgeschneiderten Service bei der Existenzgründung anbieten und somit die Ansiedlung im Ökopark für neue, innovative Unternehmen attraktiver machen.

### Ökologisches Wohnviertel
Neben der Ansiedlung von Unternehmen soll bis 2015 auch ein ökologisch gebautes Wohnviertel entstehen, in dem mindestens 2654 Familien und 7685 Einwohner leben werden. Es ist nach dem Chinesischen Zwei-Sterne-Standard des Grünen Bauens gebaut.

### Ökologische Grundschule
Die Grundschule soll in ganz China als Musterbeispiel für die Verwendung ökologischer Bautechnologie bei Schulen stehen. 36 Schulklassen sollen in der Schule unterkommen und neben den in China üblichen Fächern auch Deutsch lernen.

## Im Ökopark produzierende deutsche Firmen

### Siempelkamp
Die Deutsche Unternehmensgruppe Siempelkamp hat als erste deutsche Firma begonnen, im Sino-German Ecopark zu produzieren.

## Geografie
Der Gewerbepark liegt am Stausee Heluobu in der Wirtschaftszone Huangdao und erstreckt sich derzeit über eine Fläche von rund 11,6 km². Durch eine unterirdische Station ist er angeschlossen an Linie 6 der Metro Qingdao.

## Hintergrund
Am 16. Juli 2010 unterzeichneten Philipp Rösler (FDP) für das Bundesministerium für Wirtschaft und Technologie und Gao Hucheng für das Handelsministerium der Volksrepublik China ein Memorandum of Understanding bezüglich der gemeinsamen Unterstützung zur Errichtung eines Deutsch-Chinesischen Ökoparks.
Am 6. Dezember 2011 wurde der Grundstein des Sino-German Ecoparks in der Erschließungszone für Wirtschaft und Technologie Qingdao gelegt.